# Тарнавецька Марія Петрівна
Тарнаве́цька Марі́я Петрі́вна (пол. Maria Tarnawiecka; 30 березня 1932, Львів — 26 травня 2017, там само) — українська піаністка польського походження, педагог, заслужений діяч мистецтв Республіки Польща (1988), доцент (1981), професор (1993).

## Життєпис
Навчалася у Львівському музичному училищі в класі Д. Герасимович (1949). Закінчила Львівську консерваторію (тепер — Львівська національна музична академія) ім. М. Лисенка, клас проф. І. Крих (1954). 1955 року вступила до аспірантури Московської консерваторії в клас проф. Я. Мільштейна. В Москві познайомилась із Г. Нейгаузом, спілкування та заняття з яким істотно вплинули на подальшу творчість піаністки.
З 1959 року працювала на катедрі спеціального фортеп'яно Львівської державної консерваторії ім. М. Лисенка. Її клас закінчило понад 100 випускників, серед яких: лавреати Національної премії України ім. Т.Шевченка Б. Янівський і Н. Половинка, заслужена артистка України Т. Кальмучин, лавреати і дипломанти міжнародних і республіканських конкурсів С. Григоренко, С. Кудринецький, В. Тучинська, Н. Бабинець, М. Лущик, З. Жмуркевич, Є. Лемех, О. Цінкевич, Н. Полодюк, Г. Ушакова, Н. Гузікова, Р. Бут, Р. Гринько, С. Попович, Л. Скиба та ін.
Вела активну музично-громадську діяльність. Голова журі Всеукраїнського конкурсу студентів відділів спец. фортеп'яно музичних училищ у Кіровограді (1996). Член журі 4 Міжнародного Конкурсу ім. К. Шимановського (1997). Співзасновниця музичного товариства ім. Ф. Шопена у Львові (2003). Голова журі першого міжнародного фестивалю ім. Ф. Шопена у Львові (2006). Очолювала журі Конкурсу юних піаністів ім. В. Барвінського в Дрогобичі (2013).

## Творчість
Хоч сфера наукових зацікавлень Марії Тарнавецької охоплює багато музичних і загальнокультурних проблем, вона відома передовсім як дослідниця невідомої спадщини композитора К. Шимановського. Вона регулярно виступала на міжнародних конгресах, наукових конференціях і симпозіумах. Авторка численних статей та навчально-методичних праць, опублікованих в провідних виданнях Києва, Москви та Польщі.
Відтак, в статті «Невідомі автографи Кароля Шимановського» в книзі «Кароль Шимановський. Спогади, статті, публікації» 1984 року (Москва), опублікованій до століття народження композитора, М. Тарнавецька розшифрувала ряд невідомих рукописів, які отримала від відомого львівського музиканта і композитора Адама Солтиса:
- 5 пісень на слова німецьких поетів, тв. 13
- 5 пісень з циклу «Кольорові пісні» на тексти німецьких поетів тв. 22
- 2 пісень з циклу «Слопевне»
- 5 пісень на слова Ю.Тувіма, тв. 46
- 16 пісень з циклу «Дитячі вірші», тв. 49
- Автограф 4 сторінок партитури 1 ч. Другої Симфонії B-dur

Також вирізняється дослідження про Другу Сонату К. Шимановського, опубліковане у збірнику Міністерства культури УРСР та Академії Наук «Украинское музыковедение» (1966). Це дослідження мало багато позитивних відгуків як в радянській пресі так і за кордоном.
Деякі праці:
- Tarnawiecka M. Nieznane utwory Karola Szymanowskiego. — Krakow: PWM, 2008. — 124 s.
- Тарнавецька М. П. Він був великою людиною // Самуїл Дайч: Статті. Матеріали. Спогади / (упор. А. Терещенко, Н. Кашкадамова, В. Коростильов, Л. Пагута (Яріш)).— Дрогобич: Просвіт, 2008. — С. 53—55[4].

## Спогади
| | ... я відкрила для себе жінку виняткової вразливості і особистої культури. Таку культуру можна було винести тільки з родинного дому. То жива енциклопедія! Години і дні пролітали нам у безконечних розмовах. Копальня спогадів. І то яких! Щоб вижити у нелюдській комуністичній системі потрібно було багато відваги і впертості... Не проводилася політично, не забруднила рук. Відважна, надзвичайна Пані Марія! Професор Тарнавецька — це не тільки видатна піаністка міжнародної слави, це також педагог, відданий своїм численним студентам. |
| — Альдона Будревич-Якобсон, Професор Музичної Консерваторії Женеви, Президент-фундатор de la Societe Ф. Шопена в Женеві | |

|                                                                                                  | ...п. проф. Марію Тарнавецьку можна зустріти в Польщі і на Конкурсі піаністів ім. Фридеріка Шопена у Варшаві, і на Днях Музики Кароля Шимановського в Закопаному, і на Варшавській Осені і в інших місцях, де можна почути порцію доброї музики. Завжди погідна, рухлива, уважна, повністю заангажована в те, що і як виконується, охоче ділиться своїми влучними спостереженнями зі своїми польськими колегами, до яких я і моя дружина маємо за честь належати. Наші зустрічі з п. Марією і її сестрою п. Геленою відносимо до тих хвилин, які надовго залишаються в пам'яті, бо дають почуття близьких зв'язків, збагачують особливо цінними враженнями. |
| — Кароль Рафал Буля з Дружиною, Почесний Президент Музичного Товариства ім. Кароля Шимановського | |

| | Подивляла [протягом усього життя — ред.] її допитливість, постійне бажання усе знати: хто як грає, що відбувається в консерваторії. Довгі роки Марія Петрівна вела записи всіх академконцертів, детальний конспект їх обговорень. Вона цінувала кожну мить життя, хотіла його зафіксувати. |
| — Марія Крушельницька, Народна артистка України, професор ЛНМА ім. М. Лисенка, лавреат конкурсу ім. М. Лисенка | |

| | Марія Петрівна була глибоко інтелігентна людина. Вона все могла сказати в очі, з нею можна було посперечатися, посваритися... однак, завжди без образ! Вона була МУЗИКАНТОМ. Це була людина начитана, знаюча, вміюча. Вона прекрасно працювала, особливо над творами К. Шимановського, Б. Лятошинського, Ф. Шопена. Мала дуже добру школу. Її педагог в Москві Я. Мільштейн її дуже шанував. ...Марія Петрівна зуміла поєднати всі досягнення рідної львівської школи (Д. Герасимович, І. Крих, В. Барвінський) і московської школи (Я. Мільштейн, Г. Нойгауз). |
| — Марія Крих, Заслужений діяч мистецтв, професор і завідувач катедрою спец. фортеп'яно ЛНМА ім. М. Лисенка | |

## Нагороди
- 1982 — Міжнародна медаль Кароля Шимановського[3]
- 1988 — Заслужений діяч мистецтв Польської Республіки
- 1989 — Медаль ІІІ Всесвітнього Конгресу вчених польського походження «Наука і проблеми сучасності»
- 2002 — Почесна грамота Міністерства культури і мистецтв України «За вагомий особистий внесок у створенні духовних цінностей та високу професійну майстерність»[4]